# Elysius ordinaria
Elysius ordinaria är en fjärilsart som beskrevs av William Schaus 1894. Elysius ordinaria ingår i släktet Elysius och familjen björnspinnare. Inga underarter finns listade i Catalogue of Life.